# Kritischer Exponent
Kritische Exponenten {\displaystyle k} werden in der Theorie der kontinuierlichen Phasenübergänge zur Beschreibung des Verhaltens eines physikalischen Systems in der Nähe des kritischen Punktes und zur Klassifizierung des Phasenüberganges in Universalitätsklassen verwendet.
Bei kontinuierlichen Phasenübergängen geht der Ordnungsparameter {\displaystyle \Psi } bei Annäherung von unten an die kritische Temperatur kontinuierlich gegen null, und einige höhere Ableitungen des zugehörigen thermodynamischen Potentials zeigen eine Nicht-Analyzität (einen Sprung oder eine Divergenz). Die höheren Ableitungen können z. B. die Antwortfunktionen wie die spezifische Wärme, die Kompressibilität oder die Suszeptibilität sein.
Dabei beobachtet man, dass das Verhalten des Ordnungsparameters und einiger dieser höheren Ableitungen nur von der reduzierten Temperatur {\displaystyle \tau =T/T_{C}-1} abhängt, welche den skalierten Abstand zur kritischen Temperatur {\displaystyle T_{C}} des Phasenübergangs angibt. Genauer folgen diese Größen {\displaystyle F} näherungsweise einem Potenzgesetz mit einem Exponenten {\displaystyle k}:
{\displaystyle F(\tau )\approx \tau ^{k}=\left({\frac {T-T_{C}}{T_{C}}}\right)^{k}}
Es wurde dabei experimentell beobachtet und theoretisch berechnet, dass der Wert des Exponenten nur von einigen Grundeigenschaften des Systems abhängt. Systeme mit den gleichen Grundeigenschaften zeigen also am Phasenübergang in einer endlichen Anzahl von Größen das gleiche Potenzverhalten mit identischen Exponenten. Man spricht daher von universellem Verhalten und kritischen Exponenten. Systeme mit gleichen kritischen Exponenten gehören der gleichen Universalitätsklasse an, ihr Phasenübergang ist durch die Angabe der Universitalitätsklasse vollständig charakterisiert.
Die kritischen Exponenten einer Universalitätsklasse sind nicht unabhängig voneinander, sondern durch Skalengesetze verbunden.

## Mathematische Definition
In der Nähe der kritischen Temperatur eines kontinuierlichen Phasenübergangs lässt sich das Verhalten einer physikalischen Größe als Funktion der reduzierten Temperatur angeben:
{\displaystyle F(\tau )=A\cdot \tau ^{\lambda }\left(1+b\cdot \tau ^{\lambda _{1}}+\cdots \right)}
Dies lässt sich in der Nähe der kritischen Temperatur ({\displaystyle \tau \approx 0}) in guter Approximation mit einem einfachen Potenzgesetz beschreiben:
{\displaystyle {\begin{alignedat}{2}F(\tau )&\propto &&\tau ^{-k}&&\quad {\text{für}}\quad \tau >0\\F(\tau )&\propto (-&&\tau )^{-k}&&\quad {\text{für}}\quad \tau <0\end{alignedat}}}
Die Definition des kritischen Exponenten ist davon abhängig, aus welcher Richtung man sich der kritischen Temperatur nähert:
- von oben, d. h. aus der ungeordneten Phase: {\displaystyle \tau >0\Leftrightarrow T>T_{C}\quad \Rightarrow k\,{\stackrel {\text{def}}{=}}\,\lim _{\tau \to 0,\tau >0}{\frac {\log |F(\tau )|}{\log(\tau )}}}
- von unten, d. h. aus der geordneten Phase: {\displaystyle \tau <0\Leftrightarrow T<T_{C}\quad \Rightarrow k'\,{\stackrel {\text{def}}{=}}\,\lim _{\tau \to 0,\tau <0}{\frac {\log |F(\tau )|}{\log(-\tau )}}}

Für den Ordnungsparameter gibt es nur einen einzigen kritischen Exponenten {\displaystyle \beta } (eigentlich {\displaystyle \beta '}), da man diesen nur durch Annäherung aus der geordneten Phase an die kritische Temperatur bestimmen kann (in der ungeordneten Phase ist der Ordnungsparameter per definitionem gleich null).

## Universalität
Die kritischen Exponenten sind (fast) universell, d. h., sie hängen nicht von den Details, sondern lediglich von einigen Grundeigenschaften des betrachteten physikalischen Systems ab. Diese Grundeigenschaften sind laut der – experimentell und numerisch inzwischen sehr gut bestätigten – Universalitätshypothese von Griffiths:
- die Dimensionalität {\displaystyle D}
- die interne oder Spindimensionalität {\displaystyle d}
- die Reichweite der Wechselwirkung.

Zur Bestimmung der Reichweite der Wechselwirkung unterscheidet man lediglich zwischen kurz-/mittel- und langreichweitig. Nur bei kurz- und langreichweitigen Wechselwirkungen stellt sich universelles Verhalten ein. Bei mittelreichweitigen Wechselwirkungen können die Exponenten dann noch von der Reichweite abhängen.
Es gibt auch Systeme, die am Phasenübergang nicht-universelle kritische Exponenten aufweisen, z. B. frustrierte Systeme.

## Zusammenhang mit den physikalischen Größen
In der folgenden Tabelle sind die wichtigsten kritischen Exponenten und die zugehörigen physikalischen Größen tabelliert. Die Vorzeichen der Exponenten unterscheiden sich je nach physikalischer Größe, da der Ordnungsparameter bei Annäherung der Temperatur an die kritische Temperatur konvergiert, während spezifische Wärme, Suszeptibilität und Korrelationslänge divergieren.
| Kritischer Exponent              | Physikalische Größe |
| -------------------------------- | --- |
| {\displaystyle \beta }           | Ordnungsparameter {\displaystyle \Psi \approx (-\tau )^{\beta },{\text{da }}\tau <0} |
| {\displaystyle \alpha ,\alpha '} | Spezifische Wärme {\displaystyle C\approx {\begin{cases}\tau ^{-\alpha },&{\text{wenn }}\tau >0,\\(-\tau )^{-\alpha '},&{\text{wenn }}\tau <0.\end{cases}}}                                              |
| {\displaystyle \gamma ,\gamma '} | Suszeptibilität {\displaystyle \chi \approx {\begin{cases}\tau ^{-\gamma },&{\text{wenn }}\tau >0,\\(-\tau )^{-\gamma '},&{\text{wenn }}\tau <0.\end{cases}}}                                            |
| {\displaystyle \nu ,\nu '}       | Korrelationslänge {\displaystyle \xi \approx {\begin{cases}\tau ^{-\nu },&{\text{wenn }}\tau >0,\\(-\tau )^{-\nu '},&{\text{wenn }}\tau <0.\end{cases}}}                                                 |
| {\displaystyle \eta }            | Korrelationsfunktion {\displaystyle \left\langle \psi ({\vec {r_{i}}})\psi ({\vec {r_{j}}})\right\rangle \approx \left(\|{\vec {r_{i}}}-{\vec {r_{j}}}\|^{(D-2+\eta )}\right)^{-1}{\text{ bei }}T=T_{C}} |
| {\displaystyle \delta }          | kritische Isotherme {\displaystyle {\text{ bei }}T=T_{C}} |

## Werte
In der folgenden Tabelle sind die kritischen Exponenten aus Experimenten und theoretischen Berechnungen aufgelistet. Bei den Experimenten sind zwei Werte für die Koeffizienten {\displaystyle \alpha ,\gamma ,\nu } gegeben, wobei die obere Zahl die Messung für {\displaystyle \tau >0} und die untere Zahl die Messung für {\displaystyle \tau <0} wiedergibt. Die Abkürzung 'log' steht für eine logarithmische Singularität.
| Kritischer Exponent                                        | {\displaystyle \alpha } | {\displaystyle \beta } | {\displaystyle \gamma }  | {\displaystyle \delta } | {\displaystyle \nu } | {\displaystyle \eta } |
| ---------------------------------------------------------- | ----------------------- | ---------------------- | ------------------------ | ----------------------- | -------------------- | --------------------- |
| Experiment: Reales Gas                                     | log                     | 0,35                   | 1,37 (± 0,2) 1,0 (± 0,3) | 4,4 (± 0,4)             | 0,64                 | 0                     |
| Experiment: Magnet                                         | log                     | 0,34                   | 1,33 (± 0,03)            | ≥ 4,2                   | 0,65 (± 0,03)        | 0                     |
| Landau-Theorie                                             | 0 (Sprung)              | 0,5                    | 1                        | 3                       | 0,5                  | 0                     |
| Theorie: Ising-Modell (D = 2, d = 1, kurzreichweitig)      | log                     | 0,125                  | 1,75                     | 15                      | 1                    | 0,25                  |
| Theorie: Ising-Modell (D = 3, d = 1, kurzreichweitig)      | 0,11                    | 0,325                  | 1,24                     | ≈ 4,82                  | 0,63                 | ≈ 0,33                |
| Theorie: Heisenberg-Modell (D = 3, d = 3, kurzreichweitig) | ?                       | 0,365                  | 1,39                     | 4,80                    | 0,705                | ≈ 0,034               |

(Quelle: Nolting Band 6, Statistische Physik, Springer Verlag)

Die theoretischen Werte für das Ising-Modell (D = 2, d = 1, kurzreichweitig) sind noch exakt bestimmbar, für alle anderen theoretischen Werte müssen Näherungsverfahren wie Renormierungsgruppenrechnungen benutzt werden.
Der am genauesten gemessene Wert ist {\displaystyle \alpha =-0{,}0127} für den Phasenübergang des supraflüssigen Heliums (der sogenannte lambda-Übergang). Dieser Wert wurde in einem Satelliten bestimmt, um Druckunterschiede in der Flüssigkeit zu minimieren. Das Messergebnis stimmt genau mit der theoretischen Voraussage überein, die mit Hilfe der Variationsstörungstheorie gewonnen wurde.

## Skalengesetze
Die Idee für die Skalengesetze gehen auf L. P. Kadanoff zurück, der sie speziell für das Ising-Modell zeigte. Quantitativ bestätigt wurden sie dann durch Renormierungsgruppenrechnungen. Gesichert sind die Skalengesetze nur dann, wenn die freie Enthalpie und die Korrelationsfunktionen verallgemeinerte homogene Funktionen sind.
Zunächst folgt aus den Skalengesetzen, dass die Richtung, aus welcher der kritische Exponent bestimmt wird, nicht entscheidend ist:
{\displaystyle \alpha =\alpha ',~\gamma =\gamma ',~\nu =\nu '}
Weitere Skalengesetze verbinden nun die verschiedenen kritischen Exponenten miteinander:
{\displaystyle \alpha +2\beta +\gamma =2}
{\displaystyle \alpha +\beta \cdot (1+\delta )=2}
{\displaystyle \beta ={\frac {\gamma }{\delta -1}}}
{\displaystyle \nu ={\frac {\gamma }{2-\eta }}}.
Sind die Skalengesetze gültig, so genügt die Bestimmung von nur zwei Exponenten, um mit Hilfe der o. g. Formeln die restlichen vier Exponenten zu errechnen.